# A.S. Onderwijzerhof
A.S. Onderwijzerhof (« Cour A.S. Onderwijzer » en néerlandais) est une petite place de la ville d'Amsterdam aux Pays-Bas. Elle est bordée par la Nieuwe Amstelstraat et la place Jonas Daniël Meijerplein, à proximité de Waterlooplein. La cour est entourée par plusieurs immeubles d'habitation, ainsi que par le bâtiment du Musée historique juif.
Elle a été baptisée en l'honneur du grand-rabbin Abraham Samson Onderwijzer (Muiden, juillet 24, 1862 - Amsterdam, 17 novembre, 1934).
La sculpture Voor water « Devant l'eau », réalisée par Harald Schole y fut installée en 1987.